# Merav Michaeli
Pour les articles homonymes, voir Michaeli.
Merav Michaeli (hébreu : מרב מיכאלי), née le 24 novembre 1966 à Petah Tikva, est une femme politique, féministe et journaliste israélienne.
Elle est à la tête du Parti travailliste israélien (HaAvoda) de janvier 2021 à mai 2024.

## Biographie
D'origine roumaine, elle est la petite-fille de Rudolf Kastner,,.
Avant de se lancer en politique, elle est journaliste et chroniqueuse d'opinion pour le journal Haaretz. Elle enseigne également à l'université et donne de nombreuses conférences sur les thèmes du féminisme, des médias et des communications.

## Carrière politique
En octobre 2012, Merav Michaeli annonce qu'elle rejoint le Parti travailliste et qu'elle a l'intention de demander son intégration à la liste du parti pour les élections législatives de 2013. Le 29 novembre 2012, elle remporte la cinquième place sur la liste du Parti travailliste et est élue à la Knesset, alors que son parti remporte 15 sièges.
En préparation des élections législatives de 2015, les partis travailliste et Hatnuah forment l'alliance de l'Union sioniste. Merav Michaeli figure à la neuvième place de cette liste, qui remporte 24 sièges à la Knesset,. Peu de temps avant la fin de la législature, l'Union sioniste est dissoute, les travaillistes et Hatnuah siégeant en tant que partis séparés. Merav Michaeli est classée septième sur la liste travailliste pour les élections législatives d'avril 2019, mais elle perd son siège, alors que le Parti travailliste obtient six sièges. Cependant, elle revient à la Knesset en août 2019 après la démission de Stav Shaffir de son mandat. Elle est élue à la tête du Parti travailliste israélien le 24 janvier 2021 après l'annonce de son prédécesseur, Amir Peretz, qu'il ne se représenterait pas.
Le 13 juin 2021, elle est nommée ministre des Transports et de la Sécurité routière au sein du gouvernement Bennett.
En décembre 2023, Merav Michaeli annonce qu'elle ne se représente pas à la présidence du Parti travailliste lors de l'élection de 2024 et qu'elle va quitter la vie politique,.

### Positionnement
Sociale-démocrate et sioniste, elle est féministe, écologiste et soutient les droits LGBT.
Elle est très critique à l'égard du Premier ministre de droite Benyamin Netanyahou : « Il a réussi à transformer le mot gauche en une insulte. Il est dans sa bouche synonyme de traître ».
Sur la question palestinienne, ses positions sont toutefois souvent proches de celles de la droite israélienne. Elle est favorable à l'expansion des colonies déjà existantes mais s'oppose à la création de nouvelles colonies. Opposée à l’enquête de la cour pénale internationale (CPI) sur de possibles crimes perpétrés dans les territoires palestiniens occupés et contre la bande de Gaza, elle affirme : « Israël ne commet pas de crimes de guerre. Nous agissons conformément au droit international, sans équivoque ».
En septembre 2012, elle s'exprime à TEDxJaffa sur le thème du « changement de paradigme », dans lequel elle soutient que la société devrait « supprimer le mariage ». Elle estime en effet que « le mariage est une institution d'une époque où les femmes n'avaient pas de droit ».

## Vie privée
Son compagnon est le producteur, animateur et comédien de télévision Lior Schleien (en). Le couple n'est pas marié. Ils vivent dans le même immeuble mais avec des appartements distincts. En août 2021 naît leur fille, conçue par gestation pour autrui.